# OSx86
OSx86 (från Mac OS X och x86) är ett samarbetsprojekt och hackningsprojekt för att köra Mac OS operativsystemet på en icke-Intel Mac-datorer med x86-arkitekturen och på x86-64 kompatibla processorer. Arbetet startade strax efter Worldwide Developers Conference i juni 2005 då tillkännagivande om att Apple skulle vara övergå från PowerPC till Intel mikroprocessorer.
En dator byggd för att köras på en icke-Intel Mac-dator och Mac OS X är också känd som en Hackintosh, hackade bärbara datorer är också kallade "Hackbooks".
Mac OS X slutanvändaravtal förbjuder installation av Mac OS X på en dator som inte är "Apple-branded". Lagligheten av denna form av att binda ifrågasätts av företag som Psystar, Bizon computer, PearC och MacPC som har försökt att släppa produkter med hjälp av Mac OS på icke-Intel Mac-datorer. Mac-datorer använder EFI. DUET är en bootloader som utvecklats av Tianocore som gör att du kan "starta" i en EFI-miljö på en icke-EFI dator.
Apple hävdar att Digital Millennium Copyright Act, DMCA kriminaliserar den kringgående installationen av Mac OS X och förhindrar installation på icke-Intel Mac-datorer. Psystar tillverkade Macintosh-kompatibla datorer och stämdes av Apple.

## Hackarnas tillvägagångssätt

### Hacking av kärnan

#### Mac OS X v10.4 "Tiger"
Den 10 januari 2006 släppte Apple Mac OS X 10.4.4 med den första generationen av intel-baserade Mac-datorer, iMac och MacBook Pro. Dessa maskiner använde plattformen Extensible Firmware Interface (EFI) istället för den äldre BIOS som tidigare återfanns på de flesta x86-moderkort. Den 14 februari 2006 släpptes ett första hack av Mac OS X på Internet av en programmerare under pseudonymen crg92.  Inom några timmar släppte Apple uppdateringen 10.4.5, som sedan kringgicks av samma hackare inom två veckor. Den 3 april 2006 släppte Apple uppdateringen 10.4.6 och återigen släpptes nya uppdateringar inom två veckor som lät användare installera den största delen av denna uppdateringen på icke-Apple-datorer, även om det inte inkluderade den uppdaterade kärnan in 10.4.6. I juni månad släppte hackare uppdateringen Mac OS X 10.4.7 för icke-Apple-datorer som använde kärnan 10.4.4.
Fram till att uppdateringen 10.4.8 släpptes använde alla OSx86-system kärnan 10.4.4 trots att resten av systemet var i version 10.4.8. Detta ledde till problem för användare på grund av att ett nya framework krävde funktioner som endast existerade i de nyare versionerna av kärnan. Apple började även utnyttja fler SSE3-instruktioner på deras hårdvara, vilket gjorde det ännu svårare för användare med processorer som endast stödde SSE2 (såsom äldre versioner av Pentium 4) att få ett fullt kompatibelt system att fungera.

### Bootloaders och emulatorer

#### Chameleon
Sedan de tidiga utvecklarutgåvorna av Mac OS X v10.6 har medlemmar av OSx86-gemenskapen bootat de nya operativsystemen genom att använda ett verktyg kallat PC EFI som gjorts tillgängligt av den ryska hackaren Netkas eller en bootloader från Voodoo team Chameleon. Chameleon är baserat på David Elliots BOOT-132. Bootloadern har stöd för ACPI, SMBIOS, grafik, ethernet och diverse andra injektioner. Detta tillåter användaren att boota Mac OS X på hårdvara som inte kommer från Apple. Chameleon har stöd för en stor mängd AMD- såväl som Nvidia-grafikkort. Chameleon har förgrenats långt av olika utvecklare. Chameleon befinner sig i denna stund i utvecklingsstadiet 2.1.

### Live DVD
I mars 2007 gjorde OSx86-gemenskapen några stora framsteg med utvecklingen av en Live DVD. Denna tillåter att datorn bootas direkt till ett fungerande system med Mac OS X v10.4.8.
Den 2 januari 2009 publicerade InsanelyMacs Live DVD team en ny metod genom vilken en Mac OS X v10.5.x Live DVD kunde skapas, något som tillåter användare att boota till en fullt fungerande Mac OS X-skrivborsmiljö från en DVD eller ett USB-minne. 
In March 2007, the OSx86 community made some significant progress with the development of a Live DVD. The Live DVD allows booting to a working system with Mac OS X v10.4.8.  Denna metod var mer tillförlitlig än tidigare metoder som en följd av att den manipulerade Apples existerande Netboot- och Imageboot-funktionalitet och fungerade som om systemet kördes från en nätverksdisk. Den var även lättare att skapa och krävde endast att ett enda skript adderades till en existerande installation. Distributioner av Live DVD:n har skapats sedan dess introduktion. Värt att notera är att denna metod även fungerar på äkta Apple Mac-hårdvara.
Från och med OS X Lion borde Live DVD/USB bli ännu lättare att implementera.

### Virtuell maskin
Det är även möjligt att köra Mac OS X som en virtuell maskin inuti ett annat operativsystem, installerat på en standard-PC. Detta genom att använda sig av virtualiseringsprogrammvara såsom VirtualBox  (även om detta inte officiellt stöds av Oracle). Denna metod använder typiskt några av de modifierade OS-mjukvarorna listade ovan för att genomföra själva installationen.